# Pirindo
Pirindo (en griego, Πύρινδος) fue una antigua ciudad griega de Caria. 
Se conoce únicamente por la mención que hace de ella Esteban de Bizancio como una ciudad caria además de por dos fuentes epigráficas. Una de ellas es una inscripción fragmentaria de la que se desconoce la fecha. La otra es una inscripción del siglo IV a. C. que contiene una lista de diecinueve nombres de garantes o protectores (προστάται) de Pirindo. Estos nombres son todos griegos.
Se desconoce su localización exacta.